# 월성초등학교 (전북)
월성초등학교는 대한민국 전북특별자치도 김제시에 있는 공립 초등학교이다.

## 학교 연혁
- 2014. 03. 01	21대 강순갑 교장 부임
- 2014. 02. 14	제65회 졸업식(졸업생 총수 4,139명)
- 2013. 03. 01	다문화센터학교 시지정
- 2013. 02. 15	제64회 졸업식(졸업생 총수 4,132명)
- 2012. 12. 20	다꿈준비학교 도지정
- 2012. 12. 20	다문화예비학교(통합형) 교과부지정
- 2012. 03. 01	20대 김영준 교장 부임
- 2009. 09. 01	19대 이근식 교장 부임
- 2007. 11. 30	2007 아름다운 교육상(아름다운학교 선정)
- 2005. 09. 01	18대 김종용 교장 부임
- 2003. 09. 01	17대 황영주 교장 부임
- 1999. 09. 01	16대 장정자 교장 부임
- 1997. 03. 01	15대 하운구 교장 부임
- 1996. 03. 01	월성초등학교로 개칭
- 1995. 03. 01	14대 박태복 교장 부임
- 1993. 03. 01	13대 김학길 교장 부임
- 1991. 03. 01	12대 하태철 교장 부임
- 1989. 03. 01	11대 유학종 교장 부임
- 1984. 09. 05	10대 류시영 교장 부임
- 1982. 03. 08	월성국민학교 병설유치원 개원
- 1980. 03. 01	9대 최창근 교장 부임
- 1977. 09. 01	8대 유창옥 교장 부임
- 1971. 08. 30	7대 최창근 교장 부임
- 1962. 07. 06	6대 엄익천 교장 부임
- 1960. 11. 24	5대 윤길병 교장 부임
- 1954. 07. 10	4대 엄익천 교장 부임
- 1952. 09. 10	3대 박정래 교장 부임
- 1950. 05. 13	2대 조창기 교장 부임
- 1948. 07. 02	1대 엄익천 교장 부임
- 1948. 06. 03	월성국민학교 개교
- 1948. 05. 13	월성국민학교 인가
- 1944. 03. 01	봉남국민학교 월성분교 인가
- 1938. 04. 01	봉남공립심상소학교 월성간이학교(6년)

## 참고 자료
- 월성초등학교 - 한국교육학술정보원 학교알리미